# Matthias Braun
Matthias Bernard Braun (Sautens, 1684 – Praga, 1738) è stato uno scultore austriaco.
Formatosi in Italia, è ricordato per i suoi Evangelisti nella chiesa di San Clemente a Kukus, per le sue statue rupestri nel bosco di Betlehem e per il suo monumento a Carlo VI d'Asburgo a Vienna.